# Mariano da Roccacasale
Mariano da Roccacasale, OFM, rodným jménem Domenico di Nicolantonio (13. ledna 1778, Roccacasale – 31. května 1866, Bellegra) byl italský římskokatolický řeholník, člen Řádu menších bratří. Katolická církev jej uctívá jako blahoslaveného.

## Život
Narodil se dne 13. ledna 1778 v obci Roccacasale jako poslední ze šesti dětí Gabrielovi di Nicolantoniovi a Santě de Arcángelo. V dětství měl přezdívku Cicchetti. Již jako dítě pečoval o pole a pracoval jako pastýř na hřebenech hory Montagne del Morrone.
Rozhodl se pro zasvěcený život a roku 1802 vstoupil do františkánského kláštera v Arischii u L'Aquily. Zde poté sloužil jako kuchař a zahradník a také jako žebravý mnich, kdy obcházel okolní obce a žádal lidi o almužnu. Zvolil si řeholní jméno Mariano da Roccacasale a 2. září 1802 přijal františkánský hábit. Téhož roku zahájil svůj noviciát a roku 1803 složil své řeholní sliby. V roce 1915 byl poslán do kláštera v Bellegre poblíž Říma, kde sloužil jako vrátný, kdy zde přijímal chudé a poutníky.
Dne 23. května 1866 se při modlitbě před eucharistií zhroutil u paty oltáře, načež byl uložen na lůžko, kde předpověděl svou blízkou smrt. Zemřel zaopatřen svátostmi dne 31. května 1866 v Bellegre.

## Úcta
Jeho beatifikační proces započal dne 12. prosince 1895, čímž obdržel titul služebník Boží. Dne 3. května 1923 jej papež Pius XI. podepsáním dekretu o jeho hrdinských ctnostech prohlásil za ctihodného. Dne 6. dubna 1998 byl uznán zázrak na jeho přímluvu, potřebný pro jeho blahořečení.
Blahořečen pak byl dne 3. října 1999 na Svatopetrském náměstí papežem sv. Janem Pavlem II.
Jeho památka je připomínána 31. května. Bývá zobrazován v řeholním oděvu.